# Ptiolina attenuata
Ptiolina attenuata är en tvåvingeart som beskrevs av Akira Nagatomi 1986. Ptiolina attenuata ingår i släktet Ptiolina och familjen snäppflugor. Inga underarter finns listade i Catalogue of Life.